# Porphyrinia pusilla
Porphyrinia pusilla là một loài bướm đêm trong họ Noctuidae.